# Педаядеги
Педаядеги (Педяя-деги) — река в России.

## Общие сведения
Протекает в Республике Карелия по территории Медвежьегорского района в северном направлении. Вытекает из озера Педаяламби, в 1,5 км к востоку от посёлка Евгора впадает в реку Санду в 1,7 км от её устья по правому берегу. Длина реки составляет 20 км, площадь водосборного бассейна — 73,7 км².

## Данные водного реестра
По данным государственного водного реестра России относится к Баренцево-Беломорскому бассейновому округу, водохозяйственный участок реки — Сегежа до Сегозерского гидроузла, включая озеро Сег-озеро. Речной бассейн реки — бассейны рек Кольского полуострова и Карелии, впадает в Белое море.
Код объекта в государственном водном реестре — 02020001112102000005715.